# Rosário do Catete
Rosário do Catete är en kommun i Brasilien.   Den ligger i delstaten Sergipe, i den östra delen av landet, 1 300 km öster om huvudstaden Brasília. Antalet invånare är 9 222.
Omgivningarna runt Rosário do Catete är huvudsakligen savann. Runt Rosário do Catete är det ganska tätbefolkat, med 54 invånare per kvadratkilometer.